# بيتر جي. تسوراس
بيتر جي تسوراس (بالإنجليزية: Peter G. Tsouras)‏ مؤرخ عسكري ومؤلف.  أمريكي-يوناني، خدم في جيش الولايات المتحدة وتقاعد برتبة مقدم . خدم في الدروع والاستخبارات العسكرية والشؤون المدنية.يقيم في الإسكندرية ، فرجينيا .  قام بكتابة عدة كتب حول التاريخ البديل.

## أعمال مختارة

### مؤلف
- ألكسندر: ملك مقدونيا الذي لا يقهر
- قبضة بريطانيا: من الحرب الأهلية إلى الحرب العالمية - تاريخ بديل
- الأوامر المتغيرة: تطور جيوش العالم، 1945 حتى الوقت الحاضر
- كارثة في يوم النصر : هزم الألمان الحلفاء، يونيو 1944
- كارثة في ستالينجراد: تاريخ بديل
- الحرب الوطنية العظمى: التاريخ المصور للاتحاد السوفياتي في الحرب مع ألمانيا، 1941-1945
- هانكوك
- مونتيزوما : أمير الحرب من الأزتيك (ردمك 1-57488-822-6)
- جيش الولايات المتحدة : قاموس
- أمراء الحرب في الأمريكتين القديمة: أمريكا الوسطى
- أمراء الحرب في المكسيك القديمة: كيف حكم المايا والأزتك لأكثر من ألف سنة

### محرر
- سندان الحرب: القيادة الألمانية على الجبهة الشرقية
- معركة الانتفاخ: سيناريوهات هتلر البديلة
- اقتباسات الحرب الأهلية: على لسان القادة
- الحرب الباردة الساخنة: قرارات بديلة للحرب الباردة
- ديكسي منتصرة: تاريخ بديل للحرب الأهلية
- القتال في الجحيم: المحنة الألمانية على الجبهة الشرقية
- قاموس غرينهيل للاقتباسات العسكرية
- انتصار هتلر: قرارات بديلة [تواريخ] الحرب العالمية الثانية
- العملية العادلة: التدخل الأمريكي في بنما (تم تحريره بالاشتراك مع بروس واتسون)
- دابابات على الجبهة الشرقية: اللواء ارهارد راوس وأقسام بانزر في روسيا، 1941-1945
- الشمس المشرقة منتصرة: التاريخ البديل لكيفية فوز اليابانيين في حرب المحيط الهادئ
- الرايخ الثالث منتصرا: قرارات بديلة للحرب العالمية الثانية